# دهستان بی‌بی‌حکیمه
بی‌بی‌حکیمه، دهستانی است از توابع بخش مرکزی شهرستان گچساران در استان کهگیلویه و بویراحمد ایران.

## مردم
مردم لرتبار هستند و به زبان لری صحبت میکنند.

## جمعیت
براساس سرشماری سال ۱۳۸۵ جمعیت آن ۱٬۷۸۹ نفر (۴۰۰ خانوار) بوده‌است.